# Крив'янка
Крив'я́нка (інша назва — Винарка) — річка в Житомирській області України. Права притока річки Ірпінь.
Протяжність близько 15 км, похил річки — 1,8 м/км. Загальна площа басейну річки — 59,7 км².
Свій витік бере в ярах південніше села Ходорківа. У верхів'ї річки є селище Відродження, у своїй середній течії протікає через села Липки та Криве, які розташовані на обох берегах річки. Крив'янка впадає в річку Ірпінь у межах Корнинського водосховища поблизу селища Корнин. Абсолютна відмітка дзеркала води у водосховищі становить 90 м над рівнем Балтійського моря.